# Anootsara Maijarern
Anootsara Maijarern (thai: อนุชศรา หมายเจริญ), född 14 februari 1986, är en thailändsk fotbollsspelare.
Hon spelar som mittfältare i det thailändska landslaget och för klubblaget Air Force United.